# Bhikshu Kapimala
Kapimala ou Bhikshu Kapimala (en sanskrit : Kapimala ; en chinois simplifié : 迦毗摩罗 ; chinois traditionnel : 迦毘摩羅 ; pinyin : Jiāpímóluó ; en japonais : Kabimara ; en coréen : Kabimara) est un moine indien du IIe siècle, disciple d'Ashvaghosha, considéré par la tradition du bouddhisme zen comme son treizième patriarche.

## Biographie
Kapimala nait au IIe siècle à Pataliputra. Il enseigne le brahmanisme au début de sa vie jusqu'à ce qu'Ashvaghosha le convertisse au bouddhisme au cours d'une controverse. Trois mille de ses disciples se convertissent avec lui,. Une fois converti, Kapimala diffuse le bouddhisme au sud et à l'ouest de l'Inde.
Kapimala meurt vers 137 et transmet sa charge à Nāgārjuna.

## Position dans la lignée
Successeur d'Ashvaghosha, Kapimala est traditionnellement considéré comme le 13e patriarche dans la lignée qui va de Mahakashyapa à Bodhidharma>,,. Une partie des sources en fait cependant le 12e patriarche de cette même lignée ou mentionne les deux possibilités,.
L'écart vient de ce que l'une des écoles japonaises du zen ne reconnait pas les 7e et 25e patriarches traditionnels, la lignée de cette école est de ce fait décalée d'une unité au niveau de Kapimala et de deux unités pour les derniers patriarches indiens : Punyamitra, Prajñātāra et Bodhidharma[réf. nécessaire].